# Bahal Batu (Hutabayu Raja)
Bahal Batu is een bestuurslaag in het regentschap Simalungun van de provincie Noord-Sumatra, Indonesië. Bahal Batu telt 2047 inwoners (volkstelling 2010).